# 楊鼎章
杨鼎章（1945年—）生于台湾台南市，中华民国法官。姐姐為1994年升任司法院大法官的楊慧英。

## 生平
楊鼎章先後於臺南一中和国立政治大学法律系畢業，司法官訓練所第十一期结業。曾任法官協會理事長，曾担任最高法院法官13年，後來歷任台灣高等法院花莲分院院长、台灣高等法院台南分院院长、台湾高等法院院长。
2012年1月13日，中华民国总统马英九发布命令，核准最高法院院长杨仁寿退职。依照规定，最高法院院长一职由中华民国总统任命，由司法院提出建议人选。2012年2月15日，马英九正式任命杨鼎章为最高法院院长。
2015年10月，楊鼎章卸任最高法院院長，由時任臺灣高等法院臺南分院院長鄭玉山接任。